# Младший капрал

Нашивка младшего капрала в КМП США.

Нашивка младшего капрала армии Шри-Ланки.

Младший капра́л (из пол.  или нем. kapral, фр. сароral, итал. caporale «командир», англ. Lance Corporal) — начальник команды, капральства — воинское звание младшего командного состава и низший унтер-офицерский (сержантский) чин в ВС (армиях, флотах и авиациях) ряда государств мира.

## История
В Корпусе морской пехоты США англ. lance corporal (или LCpl) — самое младшее по рангу звание военнослужащего сержантского состава, выше рядового 1-го класса и ниже капрала. В германской армии ему приблизительно равно звание старший ефрейтор (обер-ефрейтор). Самое младшее воинское звание сержантского состава, а также звание сержантского состава некоторых государств мира (Австралия, Новая Зеландия, Канада, Сингапур, Франция, Пакистан, Индия, Англия и других).
В России чин капрал появился в 1647 году, в полках «нового строя», официально введено «Воинским уставом» Петра I. В первой половине XIX веке заменено званием отделенного унтер-офицера. В прошлом капрал мог занимать должность командира отделения («капральства»). В Советской армии капралу примерно соответствовало звание «младший сержант».